# Eichschlag
Eichschlag ist ein Gemeindeteil der Gemeinde Emtmannsberg im Landkreis Bayreuth (Oberfranken, Bayern). Eichschlag liegt in der Gemarkung Birk.

## Lage
Das Dorf liegt am Westhang des Birker Pfarrwaldes. Eine Anliegerstraße führt nach Birk (0,7 km westlich).

## Geschichte
Gegen Ende des 18. Jahrhunderts gab es in Eichschlag 8 Anwesen (1 Gütlein, 5 Wohnhäuser, 2 Häuser). Die Hochgerichtsbarkeit und die Dorf- und Gemeindeherrschaft standen dem bayreuthischen Stadtvogteiamt Creußen zu. Alleiniger Grundherr war das Rittergut Seidwitz.
Von 1797 bis 1810 unterstand der Ort dem Justiz- und Kammeramt Pegnitz. Nachdem im Jahr 1810 das Königreich Bayern das Fürstentum Bayreuth käuflich erworben hatte, wurde Eichschlag bayerisch. Infolge des Ersten Gemeindeedikts wurde Eichschlag 1812 dem Steuerdistrikt Birk und der Ruralgemeinde Birk zugewiesen. In der freiwilligen Gerichtsbarkeit unterstanden sämtliche Anwesen bis 1829 dem Patrimonialgericht Seidwitz. Mit dem Zweiten Gemeindeedikt (1818) wurde Eichschlag an die Ruralgemeinde Seidwitz überwiesen. Am 1. Oktober 1857 kam der Ort wieder zur Gemeinde Birk. Im Rahmen der Gebietsreform in Bayern wurde Eichschlag am 1. Mai 1978 in die Gemeinde Emtmannsberg eingegliedert.